# Otinotus nigrorufus
Otinotus nigrorufus är en insektsart som beskrevs av William Lucas Distant. Otinotus nigrorufus ingår i släktet Otinotus och familjen hornstritar. Inga underarter finns listade i Catalogue of Life.